# 크레메네츠

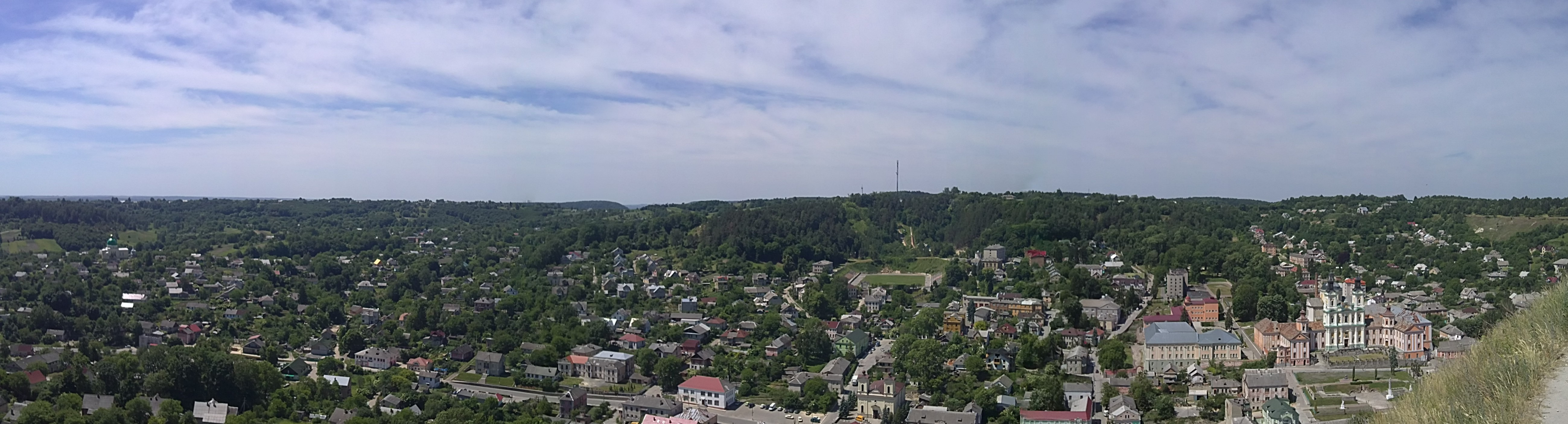
성곽 언덕에서 본 크레메네츠 시가지

크레메네츠(우크라이나어: Кременець, 폴란드어: Krzemieniec 크셰미에니에츠[*], 이디시어: קרעמעניץ 크레메니츠) 또는 크레미야네츠(우크라이나어: Крем'янець)는 우크라이나 서부에 위치한 테르노필주의 도시로 면적은 20.76km2, 인구는 21,880명(2001년 기준), 인구 밀도는 1,100명/km2이다.

시기
시 문장

## 역사
8세기 또는 9세기에 크레메네츠에 요새가 건립되었고 나중에 키예프 대공국의 지배를 받게 된다. 1064년에 작성된 폴란드어 백과사전에서 크레메네츠 요새에 관한 기록이 처음 등장했고 1226년에 작성된 고대 교회 슬라브어 문학 작품에서 크레메네츠에 관한 기록이 처음 등장했다. 1240년부터 1241년까지는 몽골 제국의 바투 칸이 정복을 시도했지만 실패하고 만다.
1382년부터는 리투아니아 대공국의 지배를 받았고 1431년에는 마그데부르크법에 따른 도시 지위를 부여받았다. 1569년에 일어난 루블린 연합을 계기로 폴란드-리투아니아 연방의 지배를 받았지만 1795년에 일어난 제3차 폴란드 분할을 계기로 러시아 제국에 편입되었다. 1921년에 체결된 리가 조약에 따라 폴란드의 지배를 받았지만 1939년에 소련에 편입되었다.